# 友松氏盛
友松 氏盛（ともまつ うじもり、慶長3年（1598年）－寛文8年6月2日（1668年7月10日））は、江戸時代の武士。豊臣氏家臣友松盛保の子。母は佐藤堅忠の娘。妻は友松将監道半入道の娘及び安西氏。子に友松氏広・氏興。
慶長16年（1611年）に豊臣秀頼に出仕し、翌年小姓組に列せられる。大坂の陣では豊臣方にあったが、徳川氏に仕えていた母方の縁で助命され、父と共に京都で閉居する。
元和5年（1619年）11月に土佐藩主山内忠義に15人扶持にて召し抱えられ、合力米20石を与えられる。翌年、知行300石に改められる。
寛文5年（1665年）に家督を氏広に譲って隠居し、3年後に京都にて死去。法名は玄通招徹日理で大徳寺梅岩庵に葬られた。